# Grad Malbork
Grad Tevtonskih vitezov v Malborku (poljsko Zamek w Malborku, nemško Ordensburg Marienburg) je grad iz 13. stoletja v bližini Malborka, Poljska. Po površini (143.591 m²) je največji grad na svetu, uvrščen v Unescovo svetovno dediščino.
Prvi gra so kot Ordenburško trdnjavo zgradili vitezi nemškega katoliškega Tevtonskega reda. Jezusovi materi Mariji v čast so ga imenovali Marienburg. Leta 1457 so ga češki plačanci med trinajstletno vojno namesto odškodnine prodali poljskemu kralju Kazimirju IV. Od takrat je služil kot ena od številnih poljskih kraljevih rezidenc in sedež poljskih uradov in ustanov. Njegovo vlogo je prekinila večletna švedska okupacija, potem pa je prejšnjo vlogo opravljal do prve delitve Poljske leta 1772. Od takrat je bil grad več kot 170 let do leta 1945 pod nemško oblastjo.
Grad je klasičen primer srednjeveške trdnjave. Po dokončanju leta 1406 je postal največji z opeko zidani grad na svetu. UNESCO je decembra 1997 Grad Tevtonskega reda v Malborku in Muzej gradu Malbork uvrstil na svoj seznam svetovne dediščine. Je eden od dveh krajev svetovne dediščine v severni osrednji poljski regiji. Drugi je srednjeveško mesto  Torunj, ustanovljen leta 1231.
Grad Malbork je od 16. septembra 1994 tudi eden od poljskih uradnih nacionalnih zgodovinskih spomenikov (poljsko Pomnik historii). Seznam spomenikov vzdržuje Nacionalni svet za dediščino Poljske. 

## Zgodovina

### Začetek
Grad je po osvojitvi Stare Prusije zgradil Tevtonski viteški red. Njegov glavni namen je bil okrepiti oblast reda nad tem območjem, potem ko je leta 1274 zatrl veliko vstajo pruskih baltskih plemen. Ohranjen ni noben sodoben dokument, povezan z njegovo gradnjo. Potek gradnje so ugotovili s preučevanjem arhitekture, upravnih dokumentov Tevtonskega reda in kasnejših zgodovinskih virov. Grad se je gradil do okoli leta 1300 pod nadzorom velikega mojstra Heinricha von Wilnoweja. Grad stoji na jugovzhodnem bregu reke Nogat. Ime Marienburg je dobil po Mariji, zavetnici viteškega reda. Red sam je bil ustanovljen okoli leta 1192 v Akri v današnjem Izraelu. Po arabski osvojitvi Levanta se je red preselil svoj sedež v Benetke in od tam v Prusijo.
Malbork je postajal vse pomembnejši potem, ko so tevtonski vitezi leta 1308 osvojitvi Gdańsk (Danzig) in Vzhodno Pomeranijo. Upravno središče reda je bilo takrat iz Elbinga (danes Elbląg) preseljeno v Marienburg. Veliki mojster tevtonskih vitezov Siegfried von Feuchtwangen, ki je v Marienburg prišel iz Benetk, se je lotil naslednje faze gradnje trdnjave. Leta 1309 je Feuchtwangen med papeškim preganjanjem templjarjev in po osvojitvi Danziga preselil glavni štab tevtonskih vitezov v pruski del svoje meniške države. Za svoj sedež je izbral Marienburg, ki je stal na priročnem mestu na reki Nogat v delti Visle. Kot večina takratnih mest je bilo tudi novo središče odvisno od prevoza po vodi.
Grad so zaradi vedno večjega števila vitezov večkrat razširili in kmalu je postal največja utrjena gotska zgradba v Evropi. Stal je na skoraj 21 hektarjev velikem zemljišču. Grad ima več delov in več slojev obrambnih zidov. Sestavljen je iz treh gradov - Visokega, Srednjega in Spodnjega gradu, ki so ločeni z več suhimi jarki in stolpi. V gradu je bilo nekoč približno 3000 "bratov po orožju". Zunanje grajsko obzidje zajema površino 21 hektarjev, kar je štirikrat več grad Windsor. Območje, ki spada v svetovno dediščino, meri 18,038 ha.
Ugoden položaj gradu na reki Nogat je omogočal enostaven dostop bark in trgovskih ladij, ki so prihajale po Visli in z Baltskega morja. Tevtonski vitezi so med svojim vladanjem pobirali takse od mimoidočih ladij, tako kot drugi gradovi ob rekah. meli so tudi monopol nad trgovino z jantarjem. Ko je mesto postalo član Hanzeatske lige, so v njem organizirali veliko hanzeatskih srečanj.
Leta  1361 je bil v gradu nekaj časa zaprt bodoči veliki vojvoda Litve Kęstutis. Leta 1365 je grad obiskal poljski kralj Kazimir III.
Poleti 1410 sta po porazu Tevtonskega reda v bitki pri Grunwaldu grad oblegali vojski poljskega kralja Vladislava II. Jagiełła in litovskega velikega kneza Vitautasa (Vitolda) Velikega. Heinrich von Plauen je uspešno vodil obrambo Marienburga, zunanje mesto pa je bilo kljub temu porušeno.
Med trinajstletno vojno se leta 1456 red, ki se je soočal z nasprotovanjem mest zaradi dviga davkov zaradi plačevanja odkupnin in stroškov vojne proti Kraljevini Poljski, ni več mogel financirati. Poljski general Stibor de Poniec iz Ostoje je medtem dobil denar iz sklada mesta Danzig (zdaj Gdansk, Poljska) za novo kampanjo proti Tevtonskemu redu. Ko je general izvedel, da češki plačanci reda niso bili plačani, jih je Stibor prepričal, naj odidejo. Odhod jim je poplačal z denarjem iz Danziga. Po odhodu plačancev je kralj Kazimir IV. Jagiełło leta 1457 zmagoslavno vstopil v grad in maja podelil Danzigu nekaj privilegijev v zahvalo za njegovo pomoč in sodelovanje v trinajstletni vojni (1454–1466) in sredstva za češke plačance, ki so zapustili bojišče.
Bartholomäus Blume, župan mesta ob gradu, se je še tri leta upiral poljskim silam. Po vdaji so ga Poljaki ujeli in leta 1460 obsodili na smrt. Leta 1864 so mu postavili spomenik.

### Rezidenca poljskih kraljev
Leta 1466 sta tako grad kot mesto postala del poljskega Vojvodstva Malbork v provinci Kraljeva Prusija. Grad je od leta 1457 je služil kot ena izmed številnih rezidenc poljskih kraljev in to funkcijo opravljal več kot 300 let (več kot dvakrat toliko, kot je bil sedež Tevtonskega reda) do delitve Poljske leta 1772. V tem obdobju je Visoki grad služil kot grajsko skladišče, medtem ko je bila velika samostanska obednica prostor za plese, pogostitve in druge kraljeve prireditve. Poljski kralji so pogosto bivali v gradu, zlasti ko so potovali v bližnje mesto Gdansk/Danzig. V gradu so prebivali tudi lokalni poljski uradniki.  Od leta 1568 je bila v gradu poljska admiraliteta (Komisja Morska), leta 1584 pa je bila tu ustanovljena ena od poljskih kraljevih kovnic. V gradu je bil največji arzenal poljsko-litovske Republike obeh narodov.  Z odločitvijo kralja Ivana II. Kazimirja Vase iz leta 1652 so skrb za grajski kapeli Marije in svete Ane prevzeli jezuiti.
Med tridesetletno vojno je leta 1626 in 1629 grad zasedla švedska vojska. Ponovno ga je zasedla med Potopom od leta 1656 do 1660.
Grad je leta 1626 obiskal švedski kralj Adolf II., leta 1656 pa Karel X. Gustav.

### Grad po delitvah Poljske
Po pruski in ruski prvi delitvi Poljske leta 1772 je Malbork pripadel Kraljevini Prusji in leta 1773 postal del novoustanovljene province Zahodna Prusija. Oblasti so grad precej zanemarile in ga uporabljale kot ubožnico in vojašnico pruske vojske. Zadnji jezuiti so grad zapustili leta 1780. Leta 1794 je David Gilly, pruski arhitekt in vodja Oberbaudepartementa, naredil strukturno raziskavo gradu, da bi se odločil o njegovi prihodnji uporabi ali rušenju. Gillyjev sin Friedrich Gilly je izdelal več gravur gradu in njegove arhitekture in jih razstavil v Berlinu. Gravure je med letoma 1799 in 1803 objavil Friedrich Frick, kar je prusko javnost pripeljalo do "ponovnega odkrivanja" gradu in zgodovine tevtonskih vitezov.
Johann Dominicus Fiorillo je 12. februarja 1803 objavil novo izdajo gravur, prav tako z željo spodbuditi javno zanimanje. Napoleonova vojska je grad ves čas uporabljala kot bolnišnico in arzenal. Napoleon je grad obiskoval v letih 1807 in 1812. Po vojni Šeste koalicije je grad postal simbol pruske zgodovine in nacionalne zavesti. Leta 1816 se je na pobudo Theodorja von Schöna, vrhovnega predsednika Zahodne Prusije, začela obnovo gradu. Leta 1910 je bila zgrajena pomorska akademija Mürwik v Flensburgu. Zgled za novi Rdeči grad je bil grad Marienburg. Grad Marienburg se je postopoma obnavljal do druge svetovne vojne.
S prihodom Adolfa Hitlerja na oblast v 30. letih 20. stoletja je grad nacistom služil kot cilj vsakoletnega romanja Hitlerjeve mladine in Zveze nemških deklet. Tevtonski grad v Marienburgu je služil kot zgled za gradove, ki so jih pod Hitlerjevim vodstvom gradili v Tretjem rajhu. Med bitkami v zadnjem obdobju druge svetovne vojne je bilo več kot pol gradu uničenega.

### Obdobje po drugi svetovni vojni
Po drugi svetovni vojni sta mesto in grad Malbork ponovno pripadla Poljski. Grad se je po požaru leta 1959, ki je grad še bolj uničil, do leta 1962 večinoma obnovil. Med zadnjimi obsežnimi obnovitvenimi deli je bila obnovljena glavna grajska (Marijina) cerkev. Cerkev je bila obnovljena tik pred drugo svetovno vojno in nato v vojni poškodovana in zato v zelo slabem stanju, dokler ni bila aprila 2016 povsem obnovljena. Leta 1961 je bil ustanovljen Grajski muzej (Muzeum Zamkowe), v katerem je bila leta 1965 odprta razstava jantarja. Grad Malbork je še vedno največji z opeko zidan kompleks v Evropi.
| Malbork Castle                                  |
| Grad Malbork s severozahodnega brega reke Nogat |

## Mavzolej pod kapelo sv. Ane
V mavzoleju so pokopani:
- Dietrich von Altenburg, veliki mojster Tevtonskega viteškega reda
- Heinrich Dusemer, veliki mojster
- Winrich von Kniprode, veliki mojster
- Konrad von Jungingen, veliki mojster
- Michael Küchmeister von Sternberg, veliki mojster
- Konrad von Erlichshausen, veliki mojster Tevtonskega viteškega reda

## Galerija
- Grad
- Zunanja stran enega od vhodov
- Glavni vhod
- Notranja stran stolpa nad glavnim vhodom
- Grajsko obzidje
- Delno obnovljena kapela
- Nagrobnik v kapeli sv. Ane
- Samostanski hodnik
- Grobnice v kapeli sv. Ane